# 朝凪 (駆逐艦)
|          |                                                                                          |
| 艦歴     |                                                                                          |
| 発注     | 大正12年度艦艇補充計画                                                                   |
| 起工     | 1923年3月5日                                                                             |
| 進水     | 1924年4月21日                                                                            |
| 就役     | 1924年12月29日                                                                           |
| その後   | 1944年5月22日戦没                                                                        |
| 除籍     | 1944年7月10日                                                                            |
| 性能諸元 |                                                                                          |
| 排水量   | 基準：1,270t 公試：1,400t                                                                |
| 全長     | 102.57メートル                                                                           |
| 全幅     | 9.16メートル                                                                             |
| 吃水     | 2.92メートル                                                                             |
| 機関     | ロ号艦本式缶4基 艦本式タービン2基2軸 38,500 SHP                                          |
| 速力     | 37.25ノット                                                                              |
| 航続距離 | 14ノット/3,600カイリ                                                                     |
| 燃料     | 重油：420トン                                                                            |
| 乗員     | 154名                                                                                    |
| 兵装     | 45口径12cm単装砲4門 一〇年式53cm連装魚雷発射管3基 （魚雷10本） 留式7.7mm機銃2挺 爆雷18個 |

朝凪（あさなぎ）は、大日本帝国海軍の駆逐艦。神風型（2代目）の8番艦である。

## 概要
一等駆逐艦朝凪（あさなぎ）は、日本海軍が大正時代に藤永田造船所で建造した駆逐艦。竣工時は第十五駆逐艦だったが、1928年（昭和3年）8月1日付で「朝凪」に改名された。
竣工後は第29駆逐隊（追風、疾風、朝凪、夕凪）を編制していたが、1935年（昭和10年）11月15日から第28駆逐隊（朝凪、夕凪）となり、翌年6月には水上機母艦「神威」と共に第三航空戦隊を編制し、南洋群島の基地調査を複数回実施した。
1940年（昭和15年）11月15日より第29駆逐隊に復帰し、同時に第四艦隊隷下の第六水雷戦隊に所属した。
太平洋戦争開戦時も、ひきつづき六水戦隷下の第29駆逐隊に所属し、南洋部隊（指揮官井上成美第四艦隊司令長官）として中部太平洋方面の作戦に従事した。
1942年（昭和17年）3月10日のラエ・サラモア空襲で損傷し、佐世保で修理をおこなった。珊瑚海海戦では輸送船団の護衛をおこなった。7月10日に第六水雷戦隊は解隊され、所属艦は第二海上護衛隊に編入された。「朝凪」は修理後にラバウルへ進出したが、大本営陸軍部参謀辻政信陸軍中佐を乗せてブナへ向かう途中の7月26日に空襲を受けて損傷、辻中佐も負傷した。「朝凪」は内地に戻り修理をおこなった。
1943年（昭和18年）4月1日付で第29駆逐隊は解隊されたが、朝凪は引き続き内南洋方面の船団護衛任務に従事した。11月15日に海上護衛総司令部が創設されると、二海護も隷下になった。
1944年（昭和19年）4月より「朝凪」は松輸送に従事した。5月22日、第4517船団を護衛中にアメリカ海軍潜水艦ポラックの魚雷攻撃を受け、沈没した。

## 艦歴

### 太平洋戦争以前
1922年（大正11年）9月11日、藤永田造船所で建造予定の駆逐艦1隻に第十五駆逐艦の艦名が与えられる。第15駆逐艦は一等駆逐艦に類別された。
。
第15駆逐艦（朝凪）は藤永田造船所において1923年（大正12年）3月5日起工。
1924年（大正13年）4月21日進水。進水直後、第15駆逐艦は第十五号駆逐艦に改名された。12月29日に竣工した。
その後1928年（昭和3年）8月1日付で第15号駆逐艦は「朝凪」と改名した。
第29駆逐隊は神風型4隻（追風、疾風、朝凪、夕凪）として行動を続けたが、1935年（昭和10年）11月15日に行われた編制替で、日本海軍は第29駆逐隊を分割する。神風型2隻（朝凪、夕凪）により第28駆逐隊を新編、駆逐隊司令には大藤正直中佐を任命する。第29駆逐隊は2隻（追風、疾風）編制となる。
1936年（昭和11年）6月1日、第28駆逐隊（朝凪、夕凪）は水上機母艦「神威」と共に第三航空戦隊を編制した。6月下旬から10月中旬にかけて、第三航空戦隊は南洋方面における航空機基地調査に赴いた。12月1日付で、三航戦は連合艦隊付属の第十二戦隊（司令官宮田義一少将：機雷敷設艦沖島、水上機母艦神威、第28駆逐隊）に改編される。
1937年（昭和12年）1月28日、第十二戦隊4隻は横須賀港を抜錨し、南洋諸島全域の調査をおこなった。7月10日、連合艦隊が集結中の伊勢湾に帰投した。
同年8月27日、「神威」と第28駆逐隊で第三航空戦隊が再編され、第三艦隊に編入される。9月、朝凪駆逐艦長として花見弘平が着任した。本艦は10月20日付で第3予備艦となり、佐世保警備戦隊に編入された。
1940年（昭和15年）11月15日付で第28駆逐隊は解隊された。神風型2隻（朝凪、夕凪）は再び第29駆逐隊に編入され、同隊は定数4隻（追風、疾風、朝凪、夕凪）を揃えた。
また中部太平洋方面を担当する第四艦隊隷下に第六水雷戦隊が新編され、六水戦（旗艦「夕張」、第29駆逐隊〈追風、疾風、朝凪、夕凪〉、第30駆逐隊〈睦月、如月、弥生、望月〉）となった。第十八戦隊（鹿島、天龍、龍田）と六水戦はトラック泊地に進出し、同方面で訓練をおこなった。第四艦隊の訓練に、第四航空戦隊や第六艦隊も協力した。

### 太平洋戦争緒戦
1941年（昭和16年）12月8日以降の太平洋戦争では、主に船団の護衛に従事した。緒戦時はひきつづき第六水雷戦隊に所属し、南洋部隊（指揮官は第四艦隊司令長官井上成美海軍中将、旗艦「鹿島」）のハウランド方面攻撃支援隊としてギルバート諸島攻略にむかった。
開戦と同時にハウランド方面攻撃支援隊はジャルート環礁を出撃、9日に分離して一番隊（沖島、天洋丸）はマキン島へ、二番隊（夕凪、朝凪）はタラワにむかった。12月10日の午前0時より陸戦隊の揚陸を開始、無血占領したのち占領部隊をのこしてマキン島へむかった。
12月11日、第十八戦隊（天龍、龍田）や第六水雷戦隊各艦と共にウェーク島攻略戦に参加した第29駆逐隊（追風、疾風）のうち「疾風」が撃沈され、第30駆逐隊も「如月」を喪失する。マキン島に停泊していた29駆2小隊（朝凪、夕凪）は第六水雷戦隊に復帰する。14日午後2時、3隻（朝凪、夕凪、天洋丸）はマキンを出発、ルオットにむかった。
このあとウェーク島攻略部隊として第二次ウェーク島攻略作戦に参加した。
ウェーク島占領後も、ひきつづき南洋部隊として中部太平洋～南東方面の作戦に従事した（ラバウル攻略作戦、ポートモレスビー作戦など）。
1942年（昭和17年）1月15日付で2隻（疾風、如月）は除籍され、第29駆逐隊は神風型3隻（朝凪、夕凪、追風）、第30駆逐隊は睦月型駆逐艦3隻（睦月、弥生、望月）となった。
3月8日より、第六水雷戦隊はパプアニューギニアモロベ州のラエとサラマウアで揚陸作戦を実施していたが、10日に米軍機動部隊（レキシントン、ヨークタウン）攻撃隊の空襲を受ける（ラエ・サラモアへの空襲）。六水戦各艦は損傷し、「朝凪」は直撃弾1によりボイラー使用不能、戦死18名、重傷22名、軽傷25名（入院10名）という被害を受けた。六水戦各艦はラバウルに撤退したあと、内地に帰投した。
4月10日、戦時編制の改定により第23駆逐隊が六水戦に編入された。
23日、修理中の「夕凪」を残して第29駆逐隊（追風、朝凪）は佐世保を出発した。
5月2日、ラバウル到着。ポートモレスビー攻略作戦では、MO攻略部隊となって輸送船団を護衛した（珊瑚海海戦）。10日、ポートモレスビー攻略作戦は中止された。18日、「朝凪」は佐世保に入港して修理を実施した。同時期、南洋部隊水上部隊の大部分は内地に帰投し、整備や乗員の補充交代をおこなった。
ポートモレスビー作戦中における駆逐艦「菊月」の沈没により、5月25日付で第23駆逐隊（夕月、卯月）は解隊された。それにともない、同隊の睦月型12番艦「夕月」が第29駆逐隊に編入され、定数4隻（夕月、追風、朝凪、夕凪）を回復した。

### 第二海上護衛隊
1942年（昭和17年）7月10日、第六水雷戦隊は解隊される。
同時に構成兵力（夕張、第29駆逐隊〈夕月、追風、朝凪、夕凪〉、第30駆逐隊〈睦月、弥生、望月、卯月〉）は第二海上護衛隊に編入された。
だが第30駆逐隊が第二海上護衛隊として護衛作戦に従事する機会は訪れず、わずか4日で14日新編の第八艦隊に編入された。また従来の南洋部隊は、外南洋部隊（指揮官は第八艦隊司令長官）の新編にともない、内南洋部隊となった。
佐世保で修理・整備に従事していた「朝凪」は、第二海上護衛隊編入直後の7月11日にラバウルに向けて内地を出撃する。
7月13日、現地陸海軍は『「リ」号研究作戦協定覚書書』を締結する。
翌14日、東部ニューギニア攻略部隊指揮官（第十八戦隊司令官）は攻略命令を下令、朝凪は第二警戒隊（指揮官は朝凪駆逐艦長：朝凪、夕月、卯月）に区分された。18日、朝凪はニューブリテン島ラバウルに到着して夕張以下僚艦と合流する。
当時フィリピンのダバオでは、大本営陸軍部参謀辻政信陸軍中佐が第17軍（司令官百武晴吉陸軍中将、参謀長二見秋三郎陸軍少将）を訪問し、第17軍に対しオーエンスタンレー山脈を越えてポートモレスビーを目指す「リ号研究作戦」の実施を指示していた。
辻参謀の独断にのせられた第17軍は、18日になり南海支隊長堀井富太郎陸軍少将に対し「海軍と協力してすみやかにポートモレスビーと東部ニューギニア要地を攻略す。南海支隊はブナ～ココダ道（山脈越え）によりポートモレスビーを攻略、歩兵第35旅団一部は海上からポートモレスビー東方に上陸す」と命じた。
まずラバウル所在の横山先遣隊がパプアニューギニアのブナに上陸することになった（ココダ道の戦い）。
7月20日、東部ニューギニア攻略部隊および横山先遣隊の輸送船2隻（良洋丸、綾戸山丸）はラバウルを出撃、ブナにむかった。21日深夜から22日朝にかけてゴナで揚陸を開始したが、空襲で「綾戸山丸」が被弾して擱坐、至近弾で「卯月」が小破した。
24日、第17軍司令部と辻参謀は航空便でラバウルに到着した。辻が巡洋艦を訪れて「ブナ視察をしたい」と申し出ると、「朝凪」を指定されたという。
25日、第17軍は大本営陸軍部から「第17軍の研究作戦の結果を待ちつつある」との電報をうけ、辻参謀の独断を悟った。この時点で、横山先遣隊はブナとゴナに進出済みであった。
同25日、「朝凪」は辻政信陸軍中佐を乗せてラバウルを出撃する。これは第八根拠地隊の物件輸送と、辻参謀による横山先遣隊の激励および現地偵察を企図していた。辻によれば、「朝凪」の対空火器は応急的に取り付けた機銃四挺だけだったという。ブナに向かう途中の7月26日夕刻、連合軍双発爆撃機の空襲を受け、回避行動中にキラートン岬で触礁してスクリューを損傷、最大発揮速力16ノットに低下する。至近弾により艦には250か所以上の穴が開き、19人が戦死、重軽傷者65人を出す。負傷者には辻参謀も含まれる。
7月28日、辻参謀を乗せた「朝凪」はラバウルに帰投した。辻参謀は大本営陸軍部にあてて「七月末「ブナ」附近ノ制空権ハ敵手ニ在リ、海軍ノ航空実力ハ使用シ得ルモノ戦闘機約二〇、爆撃機三〇ノミナルモ其ノ実情ハ軍令部ニ通ジアラズ」と打電した。「朝凪」は修理のため内地へ帰投することになった。
10日、「朝凪」と特設砲艦「長運丸」は輸送船「五洋丸」、「山福丸」を護衛してトラック泊地を出発し、23日横須賀に到着した。「朝凪」は横須賀で修理をおこなった。
9月下旬より、内地～ラバウル間の陸軍輸送作戦「沖輸送」に従事する。9月29日、第二船団（ぶらじる丸、伊太利丸）は朝潮型駆逐艦「朝潮」に護衛されて佐伯を出発、「朝凪」は北緯14度線で護衛をひきつぎ、「朝潮」は横須賀に戻った。10月10日、第二船団はラバウルに到着した。
同月8日付で、朝凪駆逐艦長は花見弘平少佐から尾辻秀一大尉に交代した。
同時期の第二海上護衛隊は、軽巡「夕張」と第29駆逐隊（追風、夕凪、朝凪、夕月）、特設艦船（浮島丸、長運丸）、駆逐艦「旗風」（横須賀鎮守府部隊より臨時編入）であった。これら艦艇に加え、他部隊応援艦により中部太平洋方面の護衛任務に従事した。
1943年（昭和18年）2月15日、第三特別根拠地隊の新編にともない、「朝凪」はギルバート方面防備部隊直率部隊に編入された。
3月5日、マキンより発進した哨戒機が不時着。「朝凪」は翌日ルオットを出港して捜索にあたった。不時着機は3月7日に捜索機および「朝凪」により発見され、燃料補給後帰投した。
4月1日、第29駆逐隊は解隊された。3隻（朝凪、追風、夕月）は引き続き海上護衛任務に従事する。
6月17日、「朝凪」が護衛していたトラックからラバウルへ向かう船団がアメリカ潜水艦の攻撃を受け、同船団の「妙高丸」が沈んだ。
7月17日、「朝凪」と軽巡洋艦「那珂」はトラックを出発。ミレへミレ増強部隊約600名を輸送した。
7月24日、駆逐艦「玉波」が護衛していたタンカー「第三図南丸」がアメリカ潜水艦「ティノサ」の雷撃で航行不能となった。トラック泊地の軽巡「五十鈴」は、ミレから戻ったばかりの「朝凪」を連れて直ちに出撃、翌25日に「第三図南丸」と合流した。救難部隊の協力により、「第三図南丸」はトラック泊地にたどり着いた。
8月8日、「朝凪」がサイパンから横須賀へ護衛中の「鳴戸丸」がアメリカ潜水艦に撃沈され、「朝凪」は300名を救助した。
8月中旬、「追風」と「朝凪」は佐世保で修理と整備をおこなった。
10月20日、朝凪駆逐艦長は尾辻秀一少佐から大西快治大尉に交代した。
また新艦長（大西大尉）着任当時の「朝凪」は、老朽化のため速力30ノットを発揮できない状態だった。
11月15日、日本海軍は海上護衛総司令部（司令長官及川古志郎大将）を設立した。第一海上護衛隊と第二海上護衛隊も、海上護衛総司令部麾下に入る。

### 沈没
1944年（昭和19年）4月上旬、「朝凪」は白露型駆逐艦「五月雨」（船団旗艦。部隊指揮官、第二護衛船団司令官清田孝彦少将）の指揮下で東松四号輸送船団に参加した。船団部隊は、護衛艦（駆逐艦〈五月雨、朝凪〉、水雷艇鵯、海防艦〈隠岐、天草、御蔵、福江、第2号、第3号〉、第50号駆潜艇）と加入船舶26隻（給糧艦間宮等）という、松輸送最大の船団であった。
4月1日、東松四号船団は東京湾を出撃する。
3日、東征丸がアメリカ潜水艦（ポラック）に雷撃されて沈没した。
翌日以降、朝凪は僚艦（五月雨、隠岐、福江、駆潜艇50号、航空隊）と共に敵潜水艦に対し爆雷攻撃をおこなった。
8日未明、アメリカ潜水艦トリガー (USS Trigger, SS-237) が船団部隊を襲撃し、「朝凪」や「隠岐」が反撃に転じて、トリガーを損傷させた。
9日、「美作丸」がアメリカ潜水艦シーホース (USS Seahorse, SS-304) に雷撃される（4月10日沈没）。他の艦船に被害はなく、船団輸送はおおむね成功し、「五月雨」はトラック泊地にむかった。
4月14日、東松四号復航船団が編成される（指揮官は清田少将、旗艦朝凪）。15日、護衛艦4隻（朝凪、鵯、隠岐、第50号駆潜艇）、加入船舶8隻はサイパン島を出港した。加古川丸が機械故障で分離したあと、23日東京湾に到着した。
5月4日、清田孝彦少将と参謀井上正夫中佐が「朝凪」に座乗し、船舶14隻を朝凪以下10隻（駆逐艦2隻〈朝凪、水無月〉、海防艦〈隠岐、第24号〉、水雷艇〈鴻、千鳥〉、駆潜艇4隻）他が護衛して東京湾を出撃した（往路、第三五〇三船団）。
10日、輸送船慶洋丸が米潜水艦（タンバー）に雷撃されて損傷したが、船団に続行できた（海防艦24号は撃沈報告するが、タンバーは健在）。
14日、第3503船団部隊はサイパン島に到着した。
5月17日、復航の第四五一七船団は、「朝凪」（船団旗艦）や駆逐艦「夕月」他、護衛艦7隻と船団10隻という編成でサイパンを出港した。
横須賀に向け航海中の5月22日午前3時頃、小笠原諸島の父島北西沖北緯28度19分 東経138度54分 / 北緯28.317度 東経138.900度地点において、アメリカ海軍の潜水艦ポラック (USS Pollack, SS-180) の雷撃を受ける。「夕月」は探信儀を休止しており、「朝凪」も敵潜（ポラック）を探知できなかった。魚雷1本が「朝凪」の左舷後部に命中、老朽化のため浸水がとまらず大西（朝凪艦長）は総員退去を発令した。被雷から約20分後、「朝凪」は艦尾から沈没した。戦死者約30名。司令部職員や乗組員は第24号海防艦に移乗、24号と水雷艇「鴻」が対潜攻撃をおこない、船団部隊は離脱に成功した。
朝凪沈没から生還した大西快治少佐は、6月1日付で朝凪駆逐艦長の職務を解かれた。
駆逐艦「朝凪」は7月10日付で神風型駆逐艦、帝国駆逐艦籍から除籍された。

## 歴代艦長
※『艦長たちの軍艦史』246-247頁による。

### 艤装員長
1. （心得）吉田健介 少佐：1924年4月10日[182] -

### 艦長
1. 吉田健介 中佐：1924年12月29日[183] - 1925年12月15日[184]
2. 石橋三郎 少佐：1925年12月15日 - 1927年12月1日
3. 横山茂 少佐：1927年12月1日 - 1928年12月10日[185]
4. 大藤正直 少佐：1929年1月5日[186] - 1929年5月10日[187]
5. 木村昌福 少佐：1929年5月10日 - 1929年9月5日
6. 井原美岐雄 少佐：1929年9月5日[188] - 1930年12月1日[189]
7. 伊崎俊二 少佐：1930年12月1日[189] - 1932年9月15日[190]
8. 小西要人 少佐：1932年9月15日 - 1933年3月15日[191]
9. （兼）佐藤寅治郎 少佐：1933年3月15日 - 1933年4月1日
10. （兼）吉村真武 少佐：1933年4月1日[192] - 1933年5月17日[193]
11. 天谷嘉重 少佐：1933年5月17日[193] - 1935年7月18日[194]
12. 柳川正男 少佐：1935年7月18日 - 1935年11月15日
13. 山田鉄夫 少佐：1935年11月15日 - 1937年10月23日[195]
14. （兼）大迫東 少佐：1937年10月23日[195] -
15. （兼）鈴木保厚 少佐：1938年6月1日 - 1938年11月10日
16. （兼）岩橋透 少佐：1938年11月10日[196] - 1938年12月1日[197]
17. 岩上次一 少佐：1938年12月1日 - 1939年12月1日[198]
18. 西野繁 少佐：1939年12月1日 - 1940年10月15日[199]
19. 瀬尾昇 少佐：1940年10月15日 - 1941年9月1日[200]
20. 花見弘平 少佐：1941年9月1日 - 1942年10月10日[124]
21. 尾辻秀一 少佐：1942年10月10日[124] - 1943年10月20日[144]
22. 大西快治 大尉：1943年10月20日[144] - 1944年6月1日[175]